# Thuwein Waziri
Thuwein Waziri (né à une date inconnue) est un joueur de football international tanzanien, qui évoluait au poste d'attaquant.

## Biographie

### Carrière en sélection
Thuwein Waziri est attaquant de la sélection tanzanienne et participe à la CAN 1980, ce qui constitue la première participation de la Tanzanie à cette épreuve. Au cours de ce tournoi, il inscrit deux buts contre la Côte d'Ivoire et l'Égypte. La sélection tanzanienne est éliminée dès le premier tour de la compétition.